# Acrocercops urbanella
Acrocercops urbanella är en fjärilsart som först beskrevs av Philipp Christoph Zeller 1877.  Acrocercops urbanella ingår i släktet Acrocercops och familjen styltmalar.
Artens utbredningsområde är Colombia. Inga underarter finns listade i Catalogue of Life.